# Arapohue
Arapohue  est une localité de la région du Northland située dans l’île du Nord de la Nouvelle-Zélande.

## Situation
La ville de Arapohue est à approximativement 16 km au sud-est de la ville de Dargaville,.

## Caractéristique
La lime: pierre pour faire la chaux est extraite dans des carrières du secteur.

## Histoire
En 1806, durant la guerre des mousquets, les Ngā Puhi attaquèrent les Te Roroa (en) et le chef āoho au niveau de la localité d’Arapohue, mais furent repoussés .
L’Européen nommé Samuel Polack (en) passa à travers le secteur dès 1832 et à cette époque, c’était une zone désolée avec un village en ruines appelé "Warepohuhi"  .
Le bloc d’Arapohue (soit environ 79 km2) fut vendu à la fin des années 1850 pour 350 £, malgré une contestation entre les Ngā Puhi et les  Ngāti Whātua (en) pour une revendication sur la propriété initiale de la terre .
Le secteur était alors largement couvert de forêt d’arbres de type kauri.
La plupart des lots dans le secteur, qui furent achetés n’avaient pas de propriétaires précis.

## Population
En 1876, il y avait seulement 30 résidents sur les 283 logements disponibles dans la ville d’Arapohue et dans les blocs voisins d’« Okahu et Whakahara » .
Le village d’Arapohue fut la propriété de John Logan Campbell jusqu’en 1899.
La zone s’était développée sous forme de fermes jusqu’au début du XXe siècle.

## Éducation
L’école d’Arapohue School est une école primaire mixte allant de l’année 1 à 8 avec un taux de décile de 2  avec un effectif de 33 élèves en mars 2019.
L’école fut fondée en 1876.